# Jordhästmyra
Jordhästmyra (Camponotus ligniperda) är en myrart. Jordhästmyra ingår i släktet hästmyror, och familjen myror.

## Underarter
Arten delas in i följande underarter:
- C. l. afer
- C. l. ligniperda eller C. l. ligniperdus
- C. l. nigrescens

## Bildgalleri

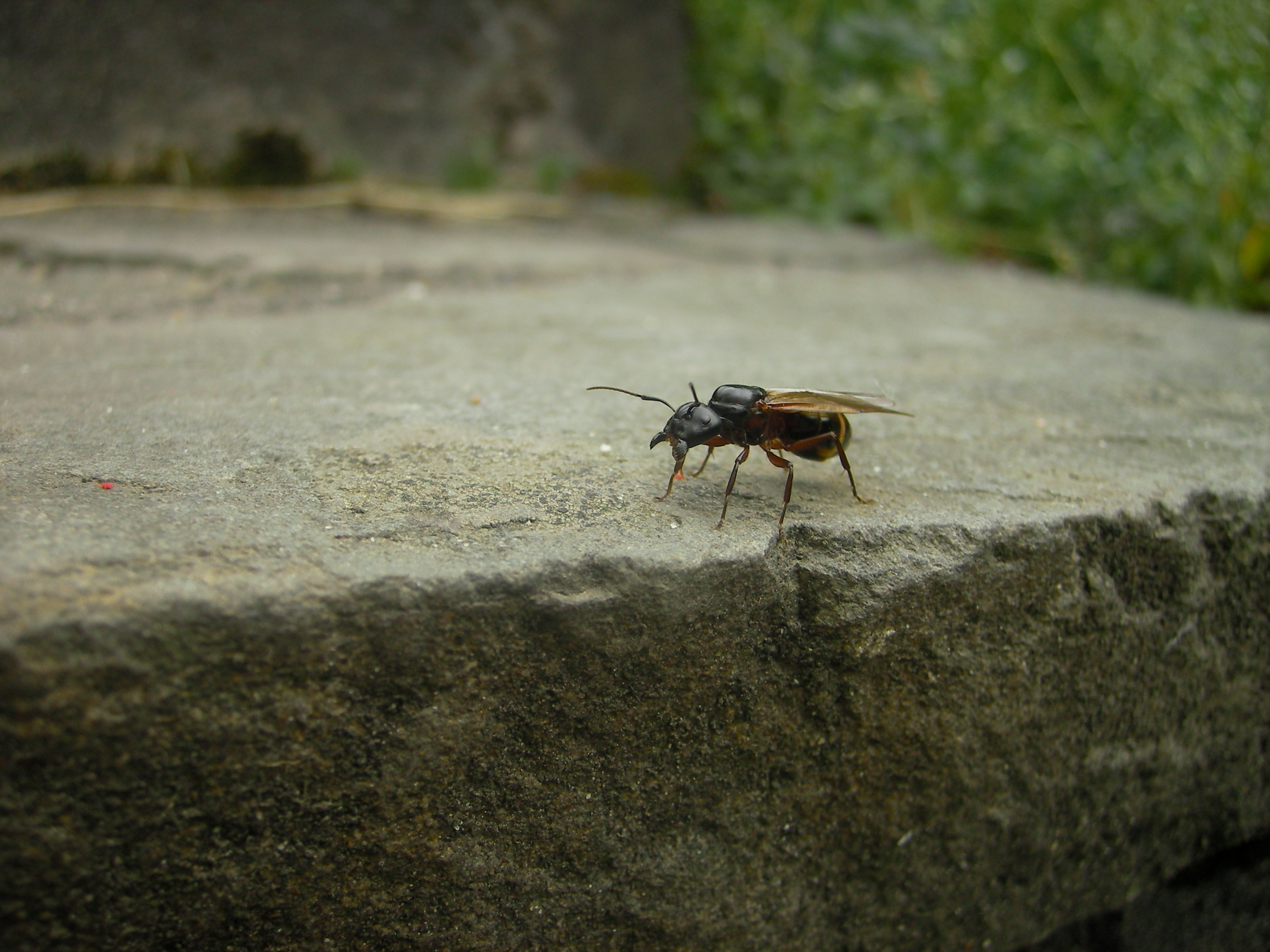
Jordhästmyra, bevingad drottning.
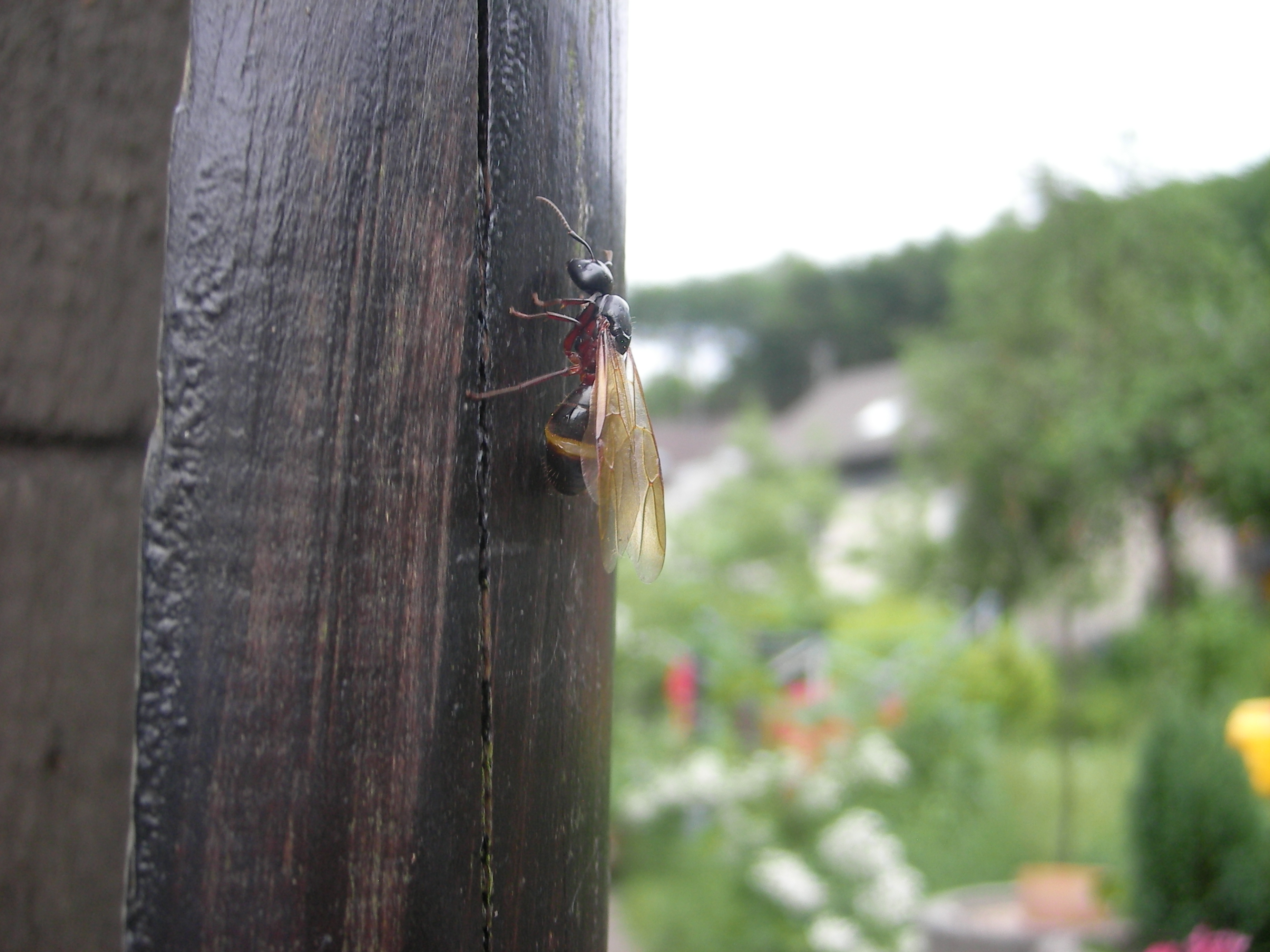
Jordhästmyra, bevingad drottning.
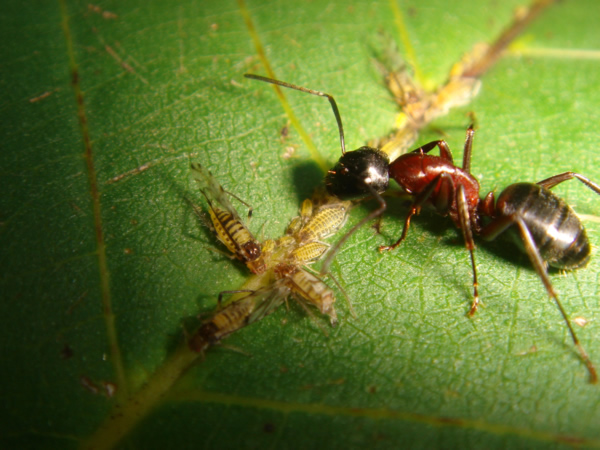
Jordhästmyra som ägnar sig åt bladlusvård.
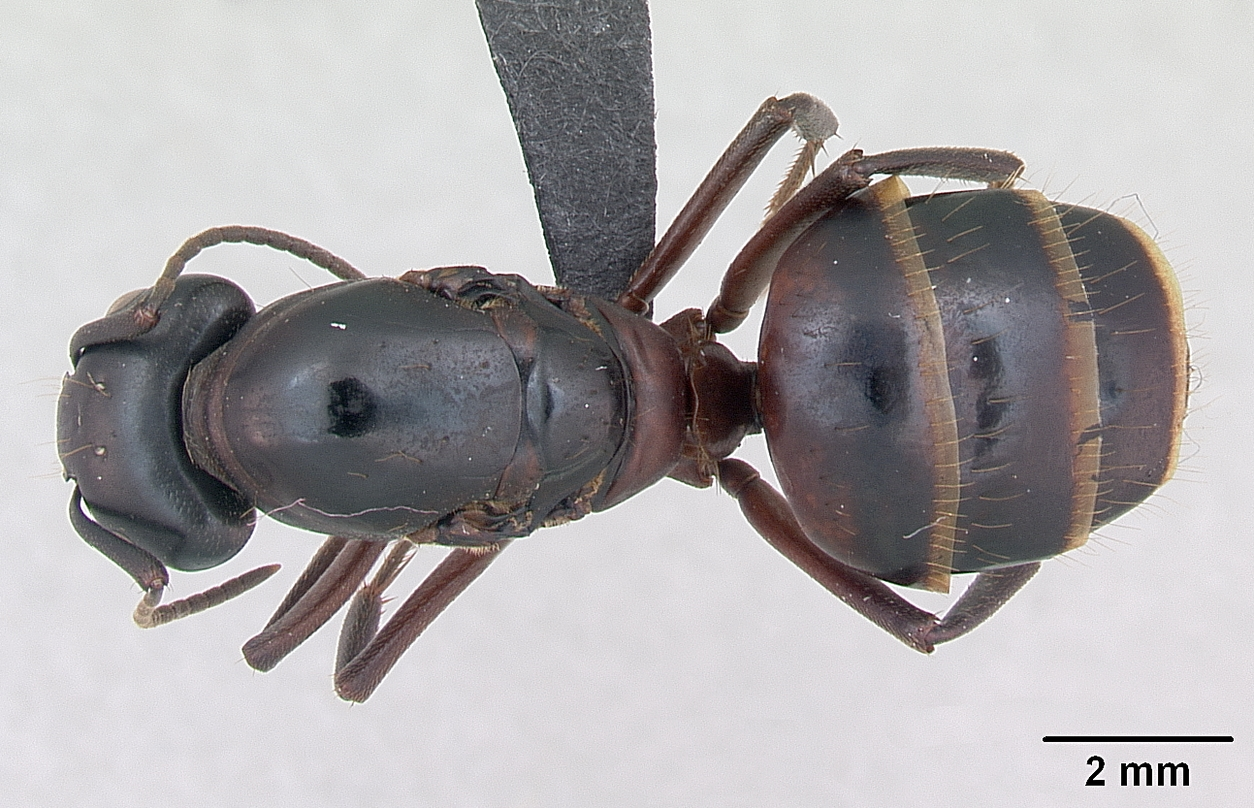
Jordhästmyra, ryggbild av preparerat exemplar.
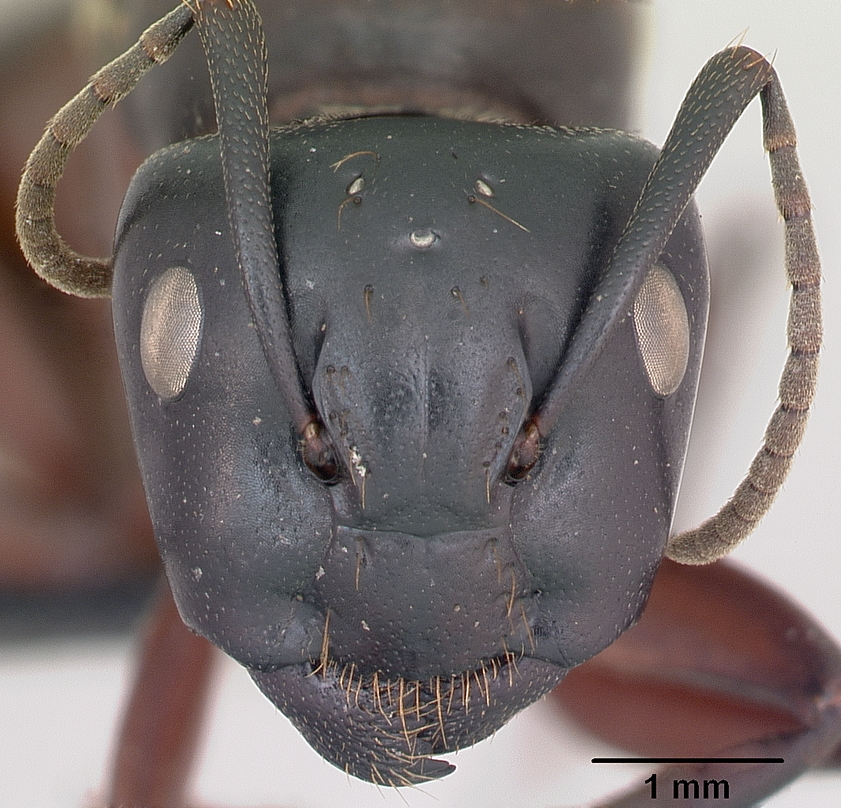
Jordhästmyra, närbild av huvudet på preparerat exemplar.

## Beskrivning
Jordhästmyran har en mörkbrun kropp; bakkroppen  hos honorna (drottning och arbetare) har dock ett stort, rödbrunt fält på den främre delen. Arbetarna har dessutom en rödbrun mellankropp. Arten har långa, om än glesa hår på hela kroppen, i synnerhet bakkroppen. Drottningen är 16 till 18 mm lång, arbetarna 6 till 14 mm, och hanarna 8 till 12 mm.

## Utbredning
Jordhästmyran förekommer på delar av den europeiska kontinenten och angränsande delar av Asien från norra Spanien norrut till Norden, och österut via norra Turkiet till Kaukasus och Uralbergen.
I Sverige finns arten från Götaland till Uppland i nordöst, Dalsland och Västergötland i nordväst.
I Finland finns arten från Åland och sydvästkusten norrut till Egentliga Tavastland och Södra Savolax, med enstaka fynd i Birkaland och Norra Savolax.
Arten är inte rödlistad vare sig i Sverige eller Finland, utan klassificerad som livskraftig ("LC") i båda länderna.

## Ekologi
Habitatet utgörs av öppen, solbelyst skog, både löv- och tallskog, skogsbryn och även helt öppen terräng. Arten bygger gärna sina bon i marken under stenar, men även i murket trä som stubbar och också i levande virke. Arten svärmar från slutet av maj till början av juli, under eftermiddag och kväll.